# Tunnel de Sidi Aïch
Le tunnel de Sidi Aïch est un tunnel autoroutier à deux tubes faisant partie de l'autoroute A20 dans la wilaya de Béjaïa en Algérie. D'une longueur de 1,66 km, il est ouvert à la circulation depuis 2023.

## Historique
Le tunnel de Sidi Aïch est inauguré le 13 juillet 2023, par le ministre algérien des Travaux publics, Lakhdar Rekhroukh, en présence du wali de Béjaïa, Kamel Eddine Kerbouche et du président de CRCC International, Zhuo Lei.

## Caractéristiques
Le tunnel de Sidi Aïch est composé de deux tubes, d'une longueur de 1,66 km.
Le tunnel est équipé de caméras intelligentes à haute définition qui permettent une détection automatique d'incidents (DAI).